# Кмин
Кмин (комун, кумин, лат. Cuminum) — небольшой род растений семейства Зонтичные (Apiaceae).
Представители рода встречаются в Средней Азии, Судане, на Средиземноморье.

## Ботаническое описание
Однолетние или двулетние растения.
Листья удвоенно тройчато-рассечёнными с тонкими линейными долями.
Зубцы чашечки заметные, удлиненные, лепестки белые или красные, продолговатые, глубоко выемчатые с длинной, внутрь загнутой верхушкой.
Плод продолговатый, кверху и книзу суженный, с боков немного сплюснутый.

## Классификация
По информации базы данных The Plant List, род включает 4 вида:
- Cuminum borsczowii (Regel & Schmalh.) Koso-Pol. — Кмин Борщова
- Cuminum cyminum L. — Зира
- Cuminum setifolium (Boiss.) Koso-Pol. — Кмин щетинистый
- Cuminum sudanense H.Wolff